# 21675 Kaitlinmaria
21675 Kaitlinmaria è un asteroide della fascia principale. Scoperto nel 1999, presenta un'orbita caratterizzata da un semiasse maggiore pari a 2,4898644 UA e da un'eccentricità di 0,0581193, inclinata di 1,95799° rispetto all'eclittica.